# 1998년 3월
| 1998년: 1월 · 2월 · 3월 · 4월 · 5월 · 6월 · 7월 · 8월 · 9월 · 10월 · 11월 · 12월 |

| <          | 1998년 3월 | 1998년 3월 | 1998년 3월 | 1998년 3월 | 1998년 3월 | >           |
| 일         | 월         | 화         | 수         | 목         | 금         | 토          |
| 1 2.3 정미 | 2 4 무신   | 3 5 기유   | 4 6 경술   | 5 7 신해   | 6 8 임자   | 7 9 계축    |
| 8 10 갑인  | 9 11 을묘  | 10 12 병진 | 11 13 정사 | 12 14 무오 | 13 15 기미 | 14 16 경신  |
| 15 17 신유 | 16 18 임술 | 17 19 계해 | 18 20 갑자 | 19 21 을축 | 20 22 병인 | 21 23 정묘  |
| 22 24 무진 | 23 25 기사 | 24 26 경오 | 25 27 신미 | 26 28 임신 | 27 29 계유 | 28 3.1 갑술 |
| 29 2 을해  | 30 3 병자  | 31 4 정축  |            |            |            |             |

| 편집하기 |

쏘나타3 1998년3월 단종이 아니라 1998년7월 단종 됐습니다.